# Shepherd’s Bush
Shepherd’s Bush – dzielnica Londynu położona 8 km na północny zachód od Charing Cross w okręgu London Borough of Hammersmith and Fulham w hrabstwie ceremonialnym Wielki Londyn. Jest zarówno dzielnicą mieszkalną, jak i centrum handlowym. Jest siedzibą klubu piłkarskiego Queens Park Rangers